# Taboo (filmserie)
Taboo är en serie pornografiska filmer, från 1980-talet, där det förekommer incest. Medverkar gör bland andra Kay Parker, Kevin James och Dorothy Le May. Filmserien är lång, och handlar om olika familjer, där medlemmarna har sexuellt umgänge med varandra. Såväl incest mellan far och dotter, syster och bror, och mor och son förekommer. 